# Thüringer Rostbratwurst
Il Thüringer Rostbratwurst  è una salsiccia da arrostire prodotta nella zona geografica dello stato federale della Turingia (Thüringen), in Germania.

## Tutela
Dal Dicembre 2003, a livello europeo, la denominazione Thüringer Rostbratwurst è stata riconosciuta indicazione geografica protetta (IGP) e suo disciplinare di produzione modificato nel 2012.
Nello stesso stato, due altri prodotti a base di carne sono indicazioni geografiche protette: il Thüringer Leberwurst IGP (salsicce di fegato di maiale) e il Thüringer Rotwurst IGP (sanguinaccio insaccato).

## Descrizione

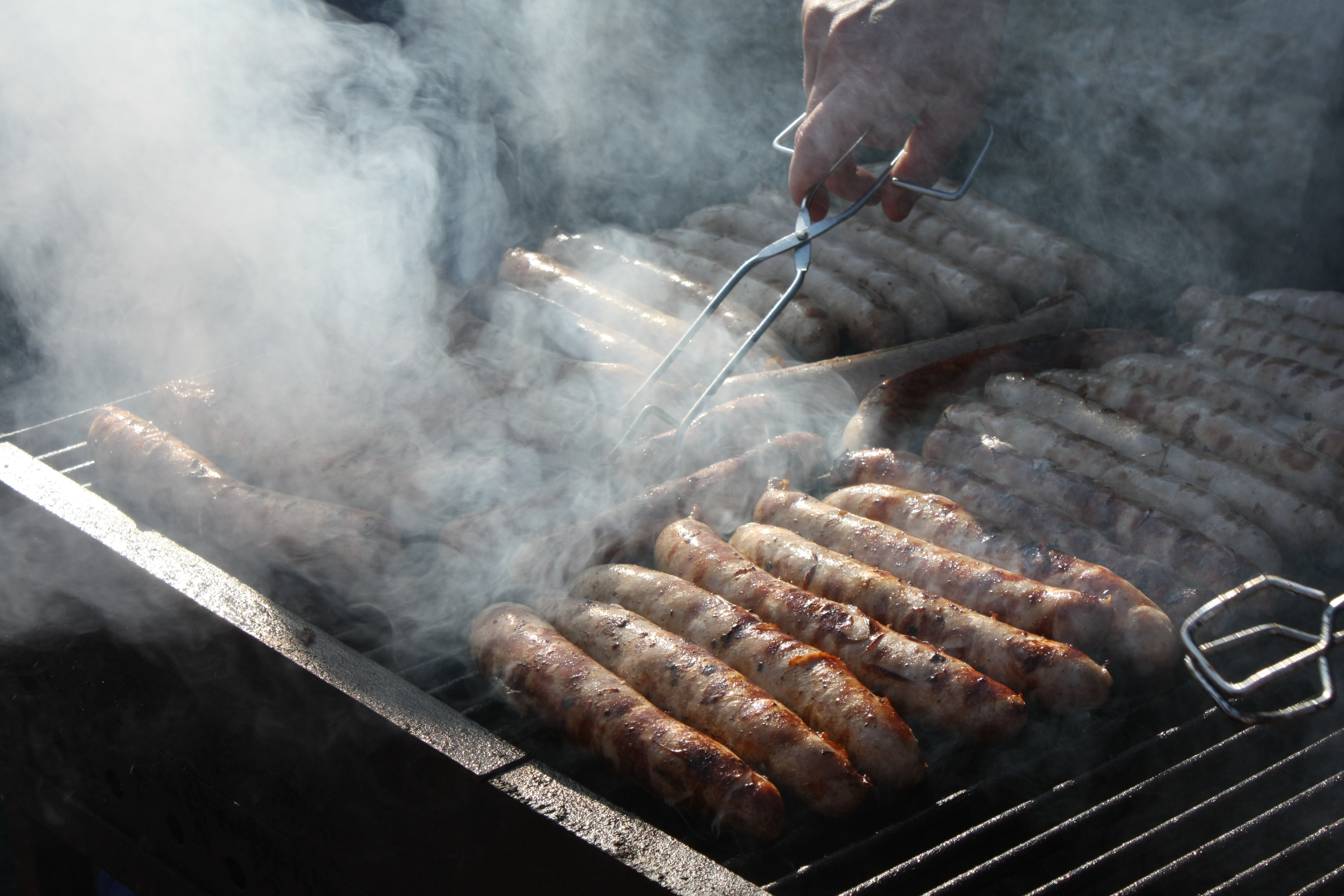
Cottura alla griglia

Lungo da 15 a 20 cm, è composto da carne suina parzialmente sgrassata, guanciale di maiale scotennato, con l'eventuale aggiunta di carne di vitello o di manzo. Come condimenti, oltre al sale e al pepe vengono impiegati in particolare cumino, maggiorana e aglio.

## Storia
I wurst vengono prodotti in Turingia da secoli. Il più antico riferimento documentale noto è contenuto nella sezione dell'archivio di stato di Rudolstadt e consiste nella trascrizione del conto per una consegna al convento di Arnstadt avvenuta nel 1404. La più antica ricetta nota data 1613 ed è conservata nella sezione dell'archivio di stato di Weimar, mentre un'altra, che riguarda la versione affumicata del wurst, è contenuta nel "Thüringisch-Erfurtische Kochbuch" del 1797.